# الوثيقة رقم 9
الوثيقة رقم تسعة (Document No. 9)، بشكل أكثر ملاءمة البيان حول الوضع الحالي للمجال الأيديولوجي  (تُرجم أيضًا كموجز حول الوضع الحالي في العالم الأيديولوجي )، هو وثيقة داخلية سرية تم توزيعها على نطاق واسع داخل الحزب الشيوعي الصيني في عام 2013 من قبل المكتب العام للحزب الشيوعي الصيني. تم توزيع الوثيقة لأول مرة في يوليو 2012. وتحذر الوثيقة من سبع قيم غربية خطيرة، يُزعم أنها تشمل حرية الإعلام واستقلال القضاء. يحظر التدريس في أي من المواضيع السبعة. هناك تأكيد على ضبط ومنع الاتصال باستخدام إنترنت الأفكار المخربة لحكم الحزب الواحد. صدرت الوثيقة في سياق الإصلاحات الاقتصادية المخطط لها وزيادة الدعوات للإصلاح السياسي. وقد وصف بأنه نقد «لطرق التفكير الليبرالية».
لم تتح الوثيقة للجمهور من قبل الحزب الشيوعي أو أي فرع من فروع الحكومة الصينية، ولكن في يوليو 2013 سربتها الصحفية المنشقة قاو يو، التي حُكم عليها بالسجن لمدة سبع سنوات بتهمة «تسريب أسرار الدولة».
من غير الواضح ما إذا كانت هذه الوثيقة هي سياسة رسمية صينية أم مجرد فصيل داخل الحزب. ومع ذلك، تشير صحيفة نيويورك تايمز إلى أنها «تحمل الصفة الواضحة لشي جين بينغ». يُعتقد أن الوثيقة رقم 9 صادرة عن المكتب العام للجنة المركزية، وكانت تتطلب موافقة الأمين العام للحزب الشيوعي الصيني شي جين بينغ وقادة كبار آخرين.

## اسم الوثيقة
تم وصف الوثيقة على أنها بلاغ  أو تعميم. يأتي اسم الوثيقة (المستند رقم تسعة)، كما هو شائع في الصحافة الغربية الناطقة بالإنجليزية،  من حقيقة أنها كانت تاسع وثيقة من هذا النوع تصدر في الصين في ذلك العام.

## المحتوى
تنتقد الوثيقة بشدة ما يمكن وصفه على نطاق واسع بأنه «القيم الغربية» (تستخدم الوثيقة نفسها مصطلحات مثل «القيم الغربية» و «المبادئ الغربية» و «المعايير الغربية» و «الأفكار الغربية» وبشكل أكثر دقة، «الديمقراطية الدستورية» و«نظريات الحكم على النمط الغربي»، بالإضافة إلى الإشارة إلى«القوى الغربية المعادية للصين»). تنتقد الوثيقة المُثُل «الخبيثة للغاية» المنتشرة في المجتمع الصيني، مثل أفكار الديمقراطية الدستورية (الغربية)، والمجتمع المدني، والقيم العالمية (الحرية، والديمقراطية، وحقوق الإنسان)، والليبرالية الجديدة، وحرية الصحافة (وصفت بأنها «قيم الأخبار الغربية»). وتحذر الوثيقة من أن مثل هذه الموضوعات تقوض سيطرة الحزب الشيوعي الصيني على المجتمع الصيني. كما تعزز الوثيقة طرق التعامل مع هذه المشاكل، والتي تشمل «الالتزام الثابت بمبدأ سيطرة الحزب على وسائل الإعلام».

### مقدمة الوثيقة
تشير مقدمة هذه الوثيقة إلى وثيقة سابقة لعام 2012  وتتحدث عن ستة تحديات تواجهها الصين في تأكيد سيطرتها على أيديولوجيتها، مع تحديد الطرق المختلفة التي يمكن من خلالها للقوات المعادية الغربية أن تقلب الأيديولوجية الصينية.
1. إن الاختراق الثقافي للقوات المعادية الغربية يهدد أمن أيديولوجيتنا. هناك ثلاث طرق رئيسية للتغلغل الثقافي:
  - الأول هو الدعاية الثقافية المباشرة، أي استخدام وسائل الإعلام الحديثة للتغلغل الأيديولوجي على المدى الطويل.
  - الثاني هو استخدام السلع الثقافية كحامل للتسلل إلى القيم الغربية المختلفة في الرأي العام.
  - الثالث هو تسلل القيم الغربية إلى النخب الاجتماعية مثل العلماء والمثقفين رفيعي المستوى تحت غطاء التبادلات التربوية والأكاديمية.
2. تهدف الأفكار الاجتماعية المختلفة إلى إعاقة أو تخريب التحديد الرسمي للأيديولوجية السائدة في الصين.
3. لقد أدى انهيار الاتحاد السوفيتي وسقوط الشيوعية في أوروبا الشرقية إلى تقويض الإيمان بالإيديولوجية السائدة في الصين.
4. لقد قلل موضوع التنمية وهدف التحديث من أهمية التعارض بين الأيديولوجيات. (أي المعارضة بين النظام الغربي للديمقراطية الليبرالية ونظام «الاشتراكية ذات الخصائص الصينية» الصيني، والذي يتعارض ضمنيًا بشكل لا رجوع فيه.)
5. التوجهات القيمية المتنوعة لها تأثير سلبي على الأيديولوجية السائدة في الصين.
6. تشكل شبكات المعلومات تحديًا للسيطرة على أيديولوجيتنا.

### المشاكل السبع
تتناول الوثيقة على وجه التحديد المشكلات التالية التي تم اعتبارها مشكلات. هذه هي المصطلحات المستخدمة في المستند نفسه:
1. تعزيز الديمقراطية الدستورية الغربية: محاولة لتقويض القيادة الحالية ونظام الحكم «الاشتراكية ذات الخصائص الصينية».
2. تعزيز «القيم العالمية» في محاولة لإضعاف الأسس النظرية لقيادة الحزب.
3. النهوض بالمجتمع المدني في محاولة لتفكيك الأسس الاجتماعية للحزب الحاكم.
4. تعزيز الليبرالية الجديدة، ومحاولة تغيير النظام الاقتصادي الأساسي للصين.
5. الترويج لفكرة الغرب عن الصحافة، وتحدي مبدأ الصين بأن الإعلام ونظام النشر يجب أن يخضع لانضباط الحزب.
6. تعزيز العدمية التاريخية، ومحاولة تقويض تاريخ الحزب الشيوعي الصيني والصين الجديدة.
7. التشكيك في الإصلاح والانفتاح والطبيعة الاشتراكية للاشتراكية ذات الخصائص الصينية.

## تسريب الوثيقة
أصبحت محتويات المذكرة معروفة عندما تم نشر روايات تقديمها لكادر في حكومة بلدية لياويوان في الصحيفة المحلية. في مايو 2013 قام فريق في لجنة حزب تشونغتشينغ للبناء الحضري والريفي بدراسة المادة،  كما فعل الكادر في أنيانغ. ومع ذلك، لم تكن هناك إشارات صريحة للقيم الغربية السبع أعلاه.
في أبريل 2015، أفاد جوش تشين من صحيفة وول ستريت جورنال  أن صحفيًا صينيًا يبلغ من العمر 71 عامًا قد أدين لإصداره المستند رقم 9. حكمت محكمة الشعب المتوسطة الثالثة في بكين على الصحفي قاو يو بالسجن سبع سنوات بعد إدانته في محاكمة مغلقة بتهمة تسريب أسرار الدولة إلى وسائل الإعلام الأجنبية. واتهمت المحكمة جاو بتسريب توجيه داخلي للحزب الشيوعي إلى موقع إخباري صيني في الخارج في عام 2013، وفقًا لمحاميها مو شاوبينج. تاريخيا، من النادر أن تحتجز السلطات الصينية أو تسجن النقاد المسنين، الذين تلقوا تحذيرات هادئة عندما تجاوزوا الخطوط الحمراء السياسية. ويشير المقال إلى أن التهمة هي ذريعة لاتخاذ إجراءات عدوانية ضد المعارضة السياسية ويستشهد بأمثلة أخرى من كبار الناشرين والصحفيين الذين تمت مقاضاتهم.

## التحليلات
وفقًا لتحليل إخباري لمراسل في صحيفة نيويورك تايمز، فإن التركيز على الانضباط السياسي يهدف إلى إحباط معارضة اليساريين أو الماويين للإصلاحات الاقتصادية اللازمة لتجنب الانقسام الذي أدى إلى الاتحاد السوفيتي خلال جهود الإصلاح التي قام بها غورباتشوف عندما أدت حرية الإعلام إلى نشر قدر كبير من المواد التاريخية النقدية وعزل جماهير العمال الحزبيين.

## الروابط الخارجية
- "The political economy of Document Number Nine". Foreign Policy. 20 أغسطس 2013. مؤرشف من الأصل في 2023-01-13. اطلع عليه بتاريخ 2015-05-06.